# Ábrávrre
Ábrávrre (även Abraur, Abraure, Abrajaure) är en sjö i Arjeplogs kommun och Arvidsjaurs kommun i Lappland som ingår i Piteälvens huvudavrinningsområde. Sjön har en area på 17,8 kvadratkilometer, är omkring 10 kilometer lång och ligger 361 meter över havet. Ábrávrre ligger i Piteälven Natura 2000-område. Sjön avvattnas av Abmorälven och vidare till Pite älv. Förr i tiden flottades det timmer på sjön och folk som bodde runt sjön livnärde sig på flottningen, skogen och fiske.
Vid sjöns norra strand inom Arjeplogs kommun ligger byn Abraure, mitt emot den väglösa bosättningen Granudden. I den östligaste delen, inom Arvidsjaurs kommun, ligger Brännudden och ytterligare några mindre bosättningar.

## Delavrinningsområde
Ábrávrre ingår i delavrinningsområde (732321-164157) som SMHI kallar för Utloppet av Abraur. Medelhöjden är 384 meter över havet och ytan är 70,24 kvadratkilometer. Räknas de 46 avrinningsområdena uppströms in blir den ackumulerade arean 613,44 kvadratkilometer. Abmoälven som avvattnar avrinningsområdet har biflödesordning 2, vilket innebär att vattnet flödar genom totalt 2 vattendrag innan det når havet efter 177 kilometer. Avrinningsområdet består mestadels av skog (63 %). Avrinningsområdet har 18,54 kvadratkilometer vattenytor vilket ger det en sjöprocent på 26,4 %.